# Independencia, Morelos
Independencia är en ort i Mexiko.   Den ligger i kommunen Jiutepec och delstaten Morelos, i den sydöstra delen av landet, 60 km söder om huvudstaden Mexico City. Independencia ligger 1 446 meter över havet och antalet invånare är 7 282.
Terrängen runt Independencia är varierad. Runt Independencia är det mycket tätbefolkat, med 1 361 invånare per kvadratkilometer. Närmaste större samhälle är Cuernavaca, 12,6 km väster om Independencia. Omgivningarna runt Independencia är en mosaik av jordbruksmark och naturlig växtlighet.